# Améscoa Baja
Améscoa Baja (baskisch Ameskoabarrena) ist ein nordspanisches Dorf und eine Gemeinde (municipio) mit 727 Einwohnern (Stand: 2024) im Süden der Autonomen Gemeinschaft Navarra. Die Gemeinde besteht aus den Ortschaften Artaza, Baquedano, Baríndano, Ecala, Gollano, San Martín de Améscoa, Urra und Zudaire. Der Verwaltungssitz befindet sich in Zudaire.

## Lage und Klima
Améscoa Baja liegt gut 40 km (Fahrtstrecke) westsüdwestlich von Pamplona bzw. ca. 45 km nordöstlich von Logroño in einer Höhe von ca. 565 m. Das Klima ist gemäßigt bis warm; Regen (ca. 830 mm/Jahr) fällt überwiegend im Winterhalbjahr.

## Bevölkerungsentwicklung
| Jahr      | 1970 | 1981 | 1991 | 2001 | 2011 | 2021 |
| Einwohner | 1233 | 1051 | 860  | 816  | 793  | 721  |

## Sehenswürdigkeiten
- Andreaskirche von Zudaire
- Kirche Mariä Himmelfahrt in Urra
- Bartholomäuskirche in Gollano
- Millanuskirche in Barindano
- Kirche von Baquedano
- Kirche Mariä Geburt in Artaza

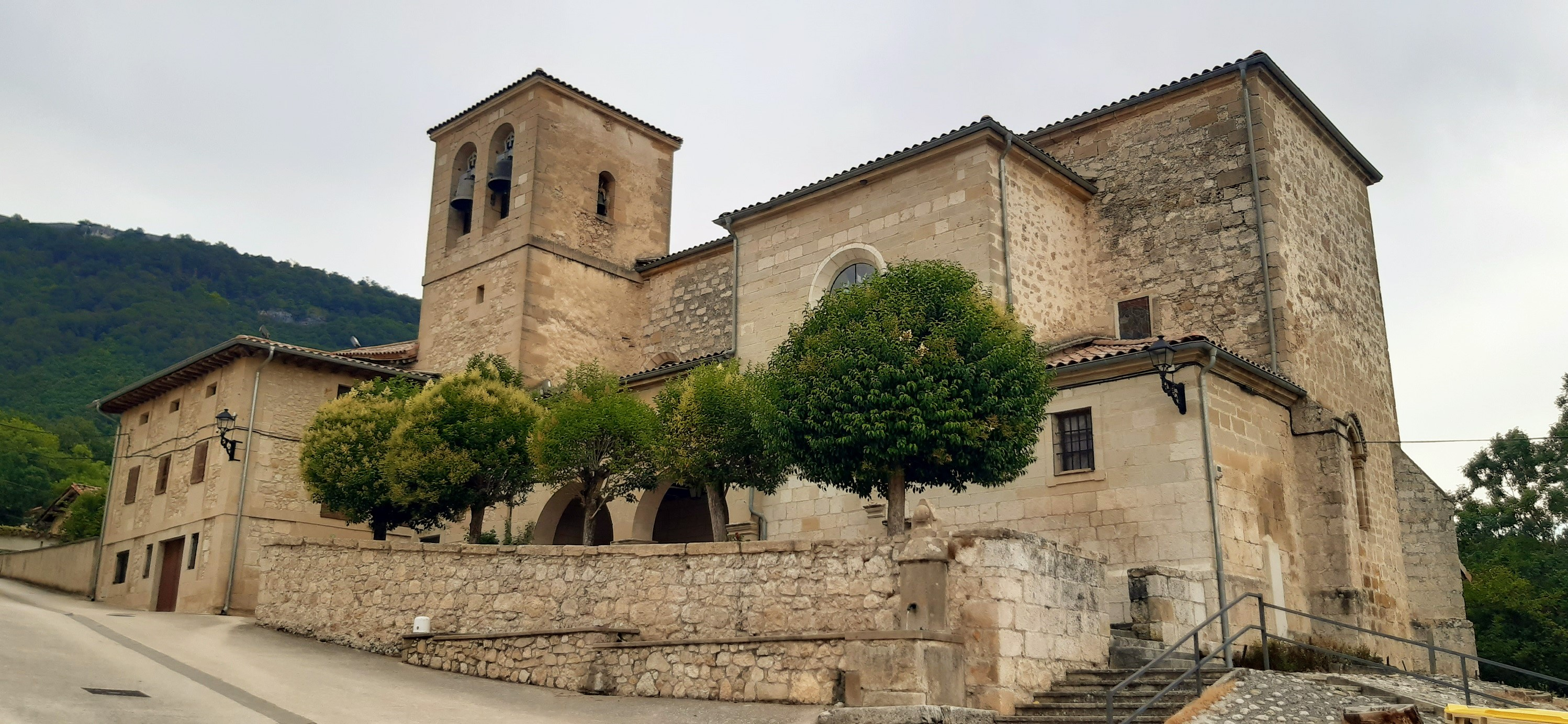
Andreaskirche
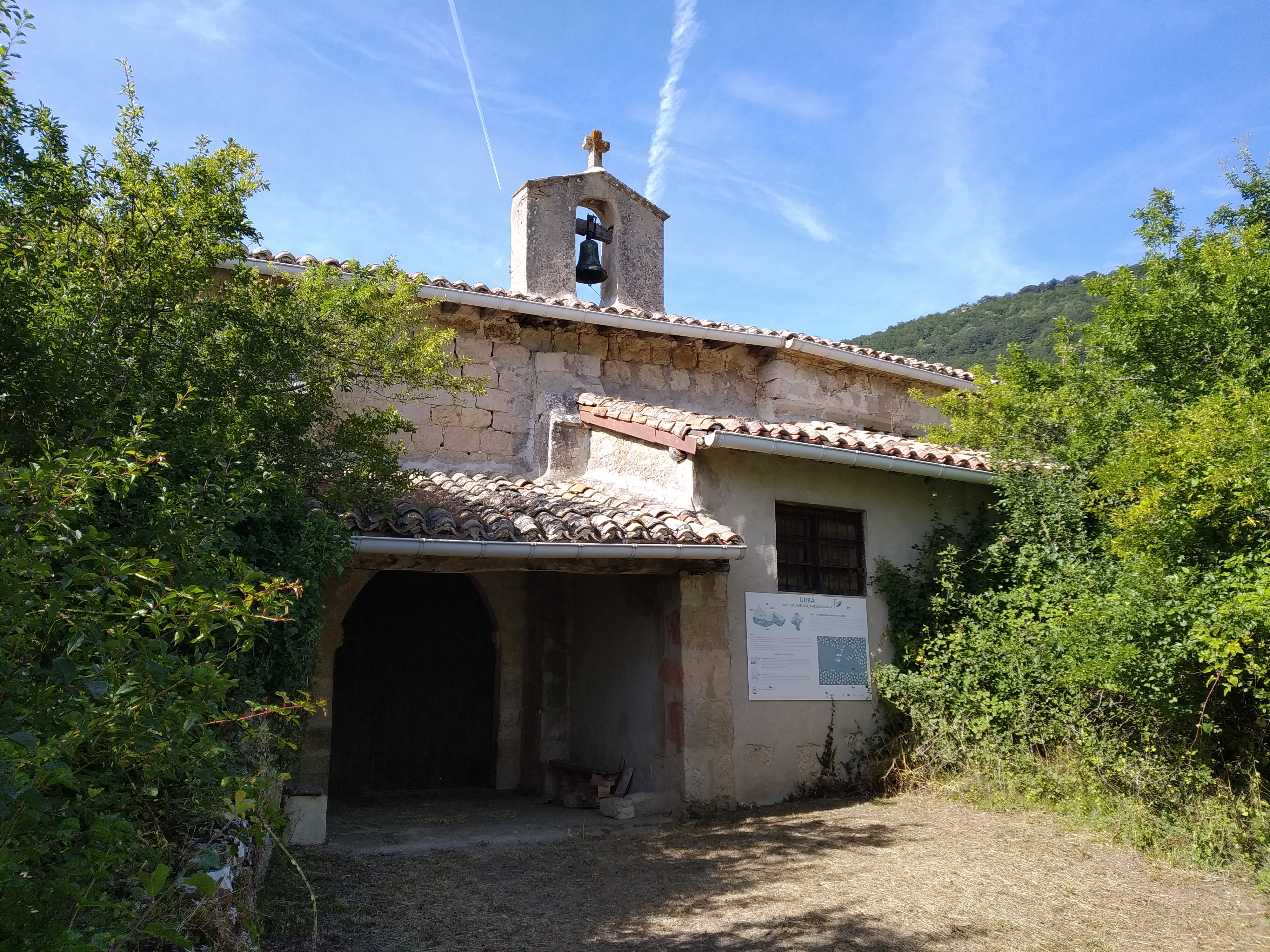
Kirche Mariä Himmelfahrt
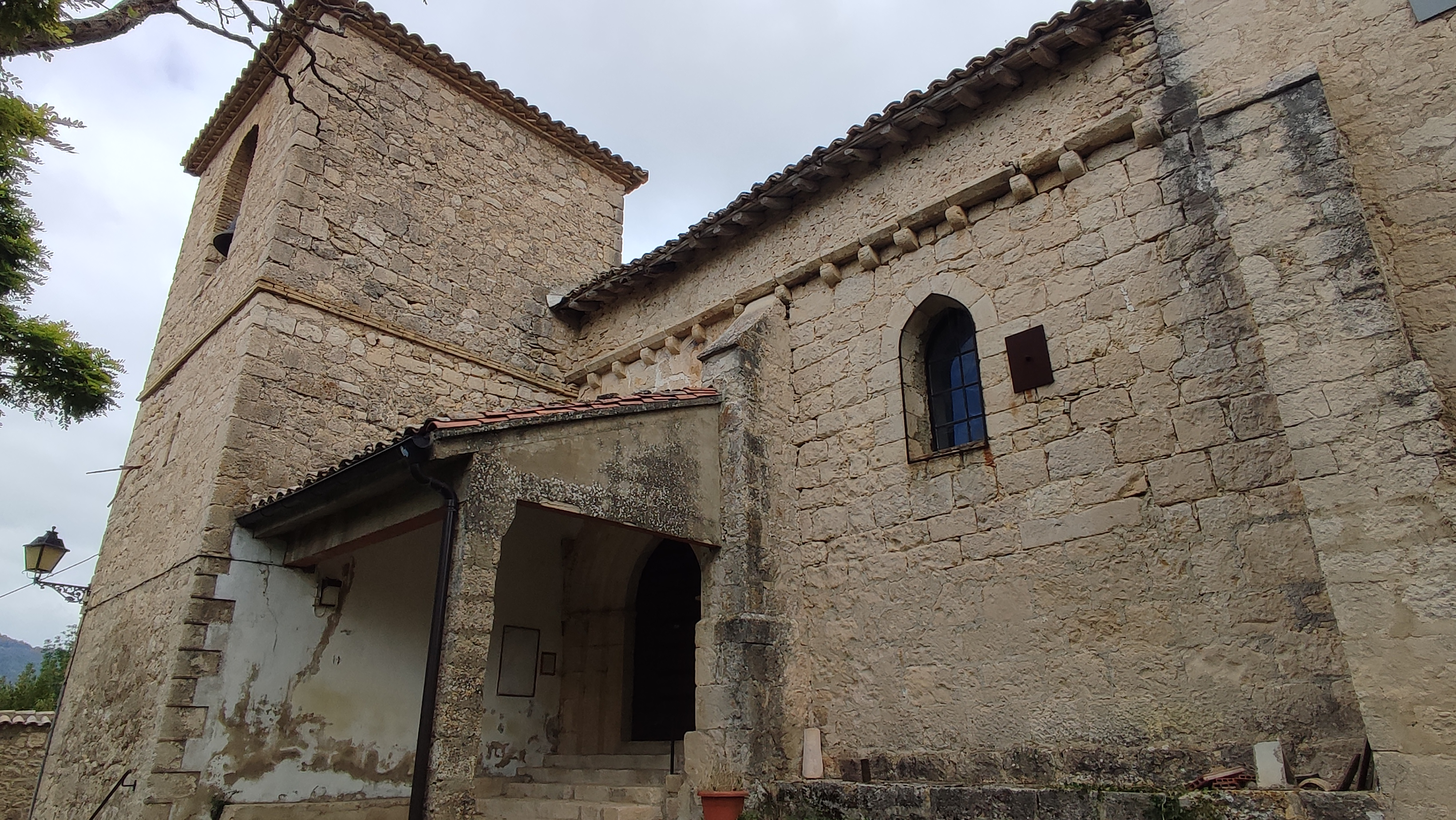
Bartholomäuskirche
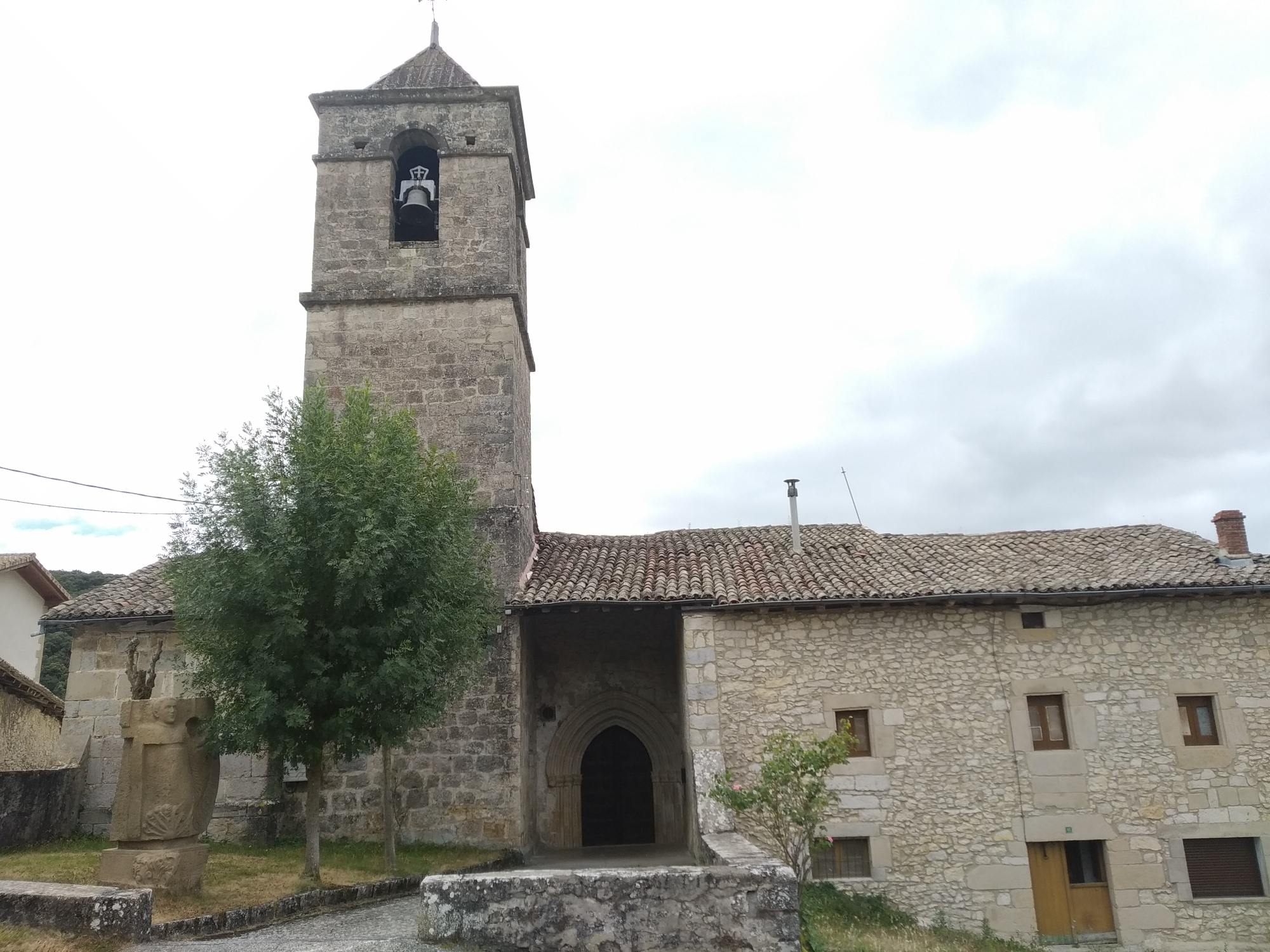
Millanuskirche
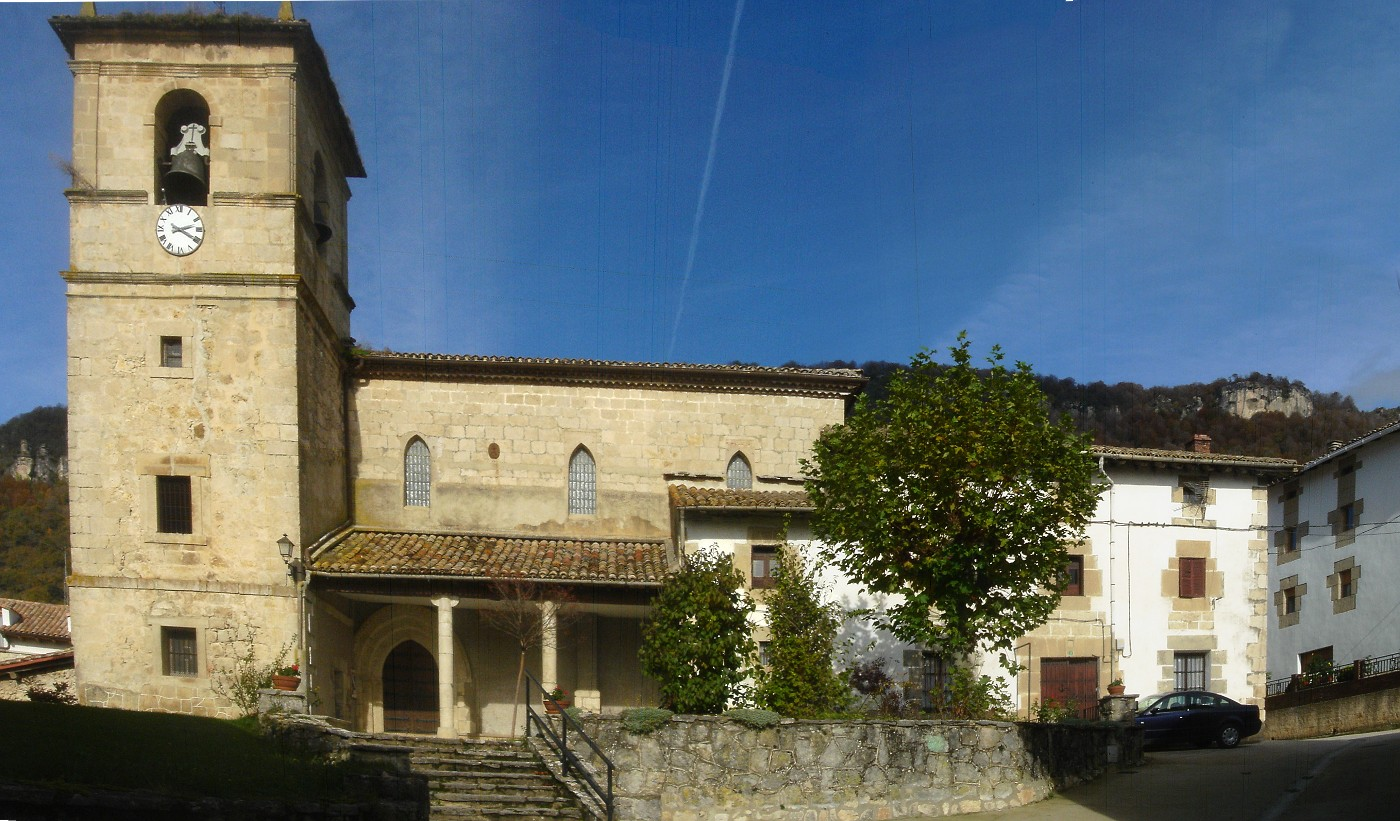
Kirche von Baquedano
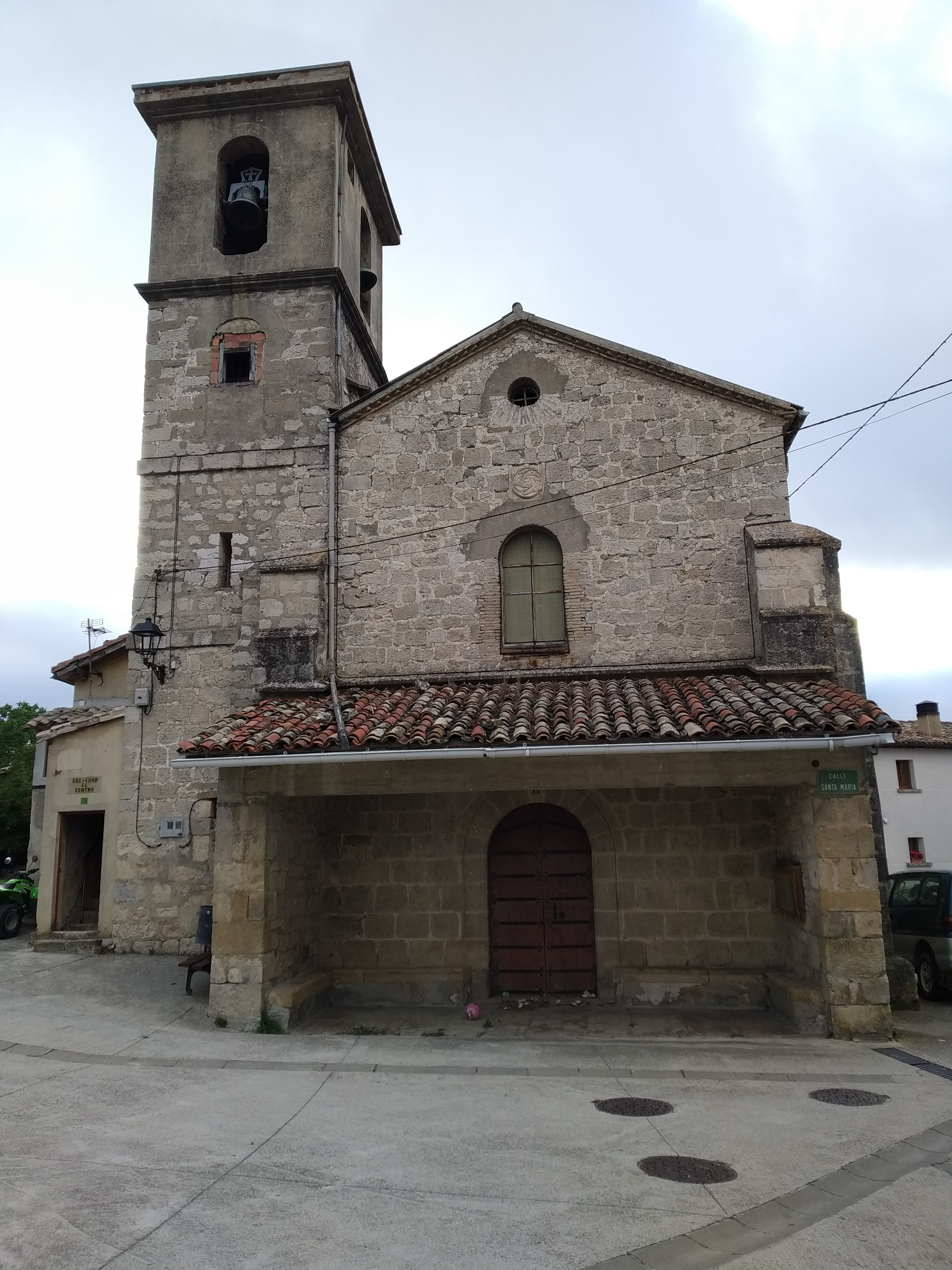
Kirche Mariä Geburt